# 서치라이트 픽처스
서치라이트 픽처스(Searchlight Pictures)는 1994년 설립된 독립 & 예술영화를 제작 & 배급하는 영화사로서 월트 디즈니 스튜디오의 자회사이다. 2020년 1월, 회사 명칭이 폭스 서치라이트 픽처스(Fox Searchlight Pictures)에서 현재의 이름으로 변경되었다.

## 같이 보기
- 서치라이트 픽처스의 영화 목록